# Torenkot

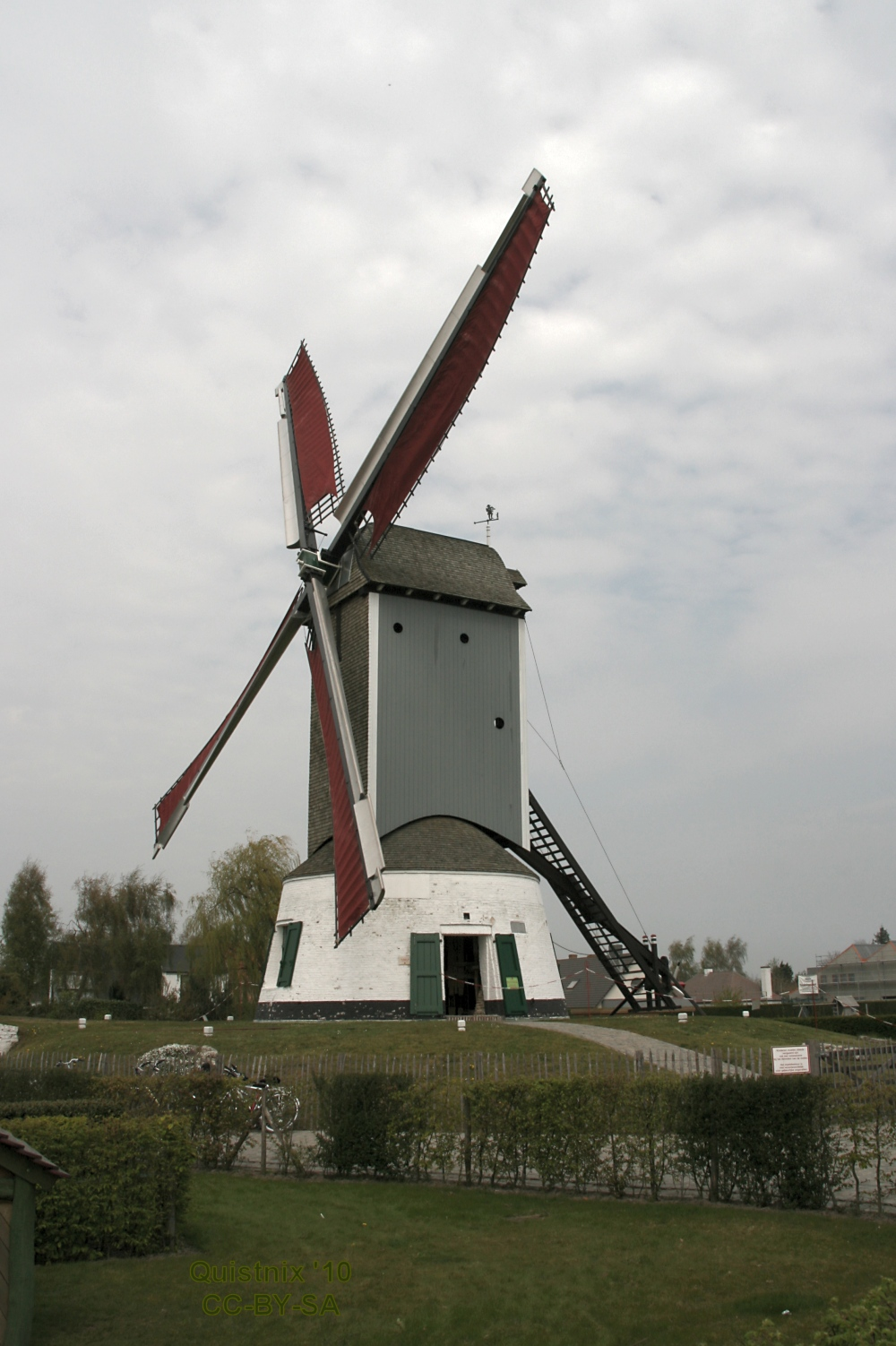
De Oostmolen in Gistel

Een torenkot is een stenen onderbouw voor een staakmolen. In tegenstelling tot de gesloten standerdmolen rust de voet niet op gemetselde teerlingen waartussen de muren van de onderbouw zijn opgetrokken, maar op de muur van het torenkot zelf. Een kotmolen is als zodanig gebouwd of is gemaakt door onder een los op de grond geplaatste staakmolen een torenkot te bouwen en daarna de molenberg eromheen weg te graven.
In tegenstelling tot de staakmolen bevindt zich onder in de kotmolen vaak een deel van het gaandewerk. De beweging van de wieken wordt, zoals dat in een wipmolen gebeurt, door middel van een koningsspil overgebracht. Deze draait in de doorboorde of als koker gebouwde staak.
Kotmolens treft men in België aan. Dit molentype is in Nederland voor zover bekend niet gebouwd.
De Oostmolen is wellicht het beste nog bestaande voorbeeld van een kotmolen, waarbij de tweedeling de ruimte biedt voor zowel een korenmolen als een oliemolen. In de Oostmolen wordt in het torenkot olie geslagen, terwijl in de staakmolen koren tot meel wordt gemalen.
Amerikaanse windmotor ·
beltmolen ·
bovenkruier ·
grondzeiler ·
paltrokmolen ·
spinnenkop ·
standerdmolen ·
kotmolen ·
stellingmolen ·
houten achtkant ·
ronde stenen molen ·
tjasker ·
torenmolen ·
weidemolen ·
wipmolen ·
monniksmolen (Friese mounts) ·
tonmolen ·
windturbine ·
Bosman-molentje

Verwant artikel: Windmolens in Nederland